# Y-Gerät
Y-Gerät (z niem. urządzenie Y), znany również pod kryptonimem „Wotan” – niemiecki system naprowadzania samolotów za pomocą fal radiowych używany przez Luftwaffe podczas nocnych bombardowań Wielkiej Brytanii. Był następcą systemów Knickebein i X-Gerät.

## Opis systemu
Y-Gerät w przeciwieństwie do poprzedników był w pełni automatycznym systemem naprowadzania opierającym się na jednej wiązce sygnałów radiowych. Samolot naprowadzany był przez stację, która nadawała dwa sygnały; jeden określał odległość, a drugi kierunek. Sygnał służący do oceniania dystansu przechwytywany był przez odbiorniki samolotu i odsyłany do stacji macierzystej, która określała odległość, w jakiej znajduje się samolot. Sygnał określający kierunek lotu samolotu był bardzo złożony. Wiązka tego sygnału składała się z kresek i kropek alfabetu Morse’a jak w systemie lądowania bez widoczności Lorenza. To czy samolot zbacza z kursu określano na podstawie stosunku kropek do zsynchronizowanego impulsu, który był odczytywany przez aparat dekodujący. Aparatura ta nie tylko określała poprawność kierunku lotu, ale mogła również służyć do sterowania samolotem przy pomocy automatycznego pilota. Bomby zrzucano nad celem na rozkaz wydany przez stację naprowadzającą. Dokładność naprowadzania wynosiła ok. 90 m przy celu odległym o ok. 400 km. Sygnały nadajnika emitowane były na częstotliwościach 42,1 i 47,9 MHz na falach długości ok. 7 m. Y-Gerät posiadał wady, które zmniejszały jego użyteczność. Jedną z nich było sterowanie z ziemi, co powodowało, że w tym samym czasie jedna stacja mogła obsługiwać tylko jeden samolot. Dodatkowo samolot przekazywał odbite sygnały radiowe, co ułatwiało jego namierzenie. Poza tym Y-Gerät okazał się łatwy do zakłócenia, co było ułatwione przez fakt, że był systemem automatycznym.

## Zastosowanie
Y-Gerät był wykorzystywany przez Luftwaffe od listopada 1940 r. Jego znaczenie było niewielkie. Oprócz nalotów bombowych przeprowadzano próby rozpoznania lotniczego przy użyciu tego systemu. Nie zrobił on kariery z powodu szybkiego zakłócenia przez Brytyjczyków oraz zakończenia powietrznej ofensywy niemieckiej nad Wielką Brytanią.

## Przeciwdziałanie
Brytyjskie przeciwdziałanie przeciwko systemowi „Benito” bo taki kryptonim otrzymał Y-Gerät w Wielkiej Brytanii polegało na przechwytywaniu sygnału z samolotu, przesyłaniu go droga kablową do nadajnika i wyemitowaniu go z powrotem. Istniały dwie takie stacje oznaczone kryptonimem „Domino”, które zapewniały ochronę całej południowej Anglii.
Innym sposobem, który nie został jednak wykorzystany było zakłócanie synchronizacji impulsu przy pomocy sygnału radiowego o mocy przynajmniej jednej dziesiątej sygnału wiązki.